# Bergsträßer Winzerfest Bensheim

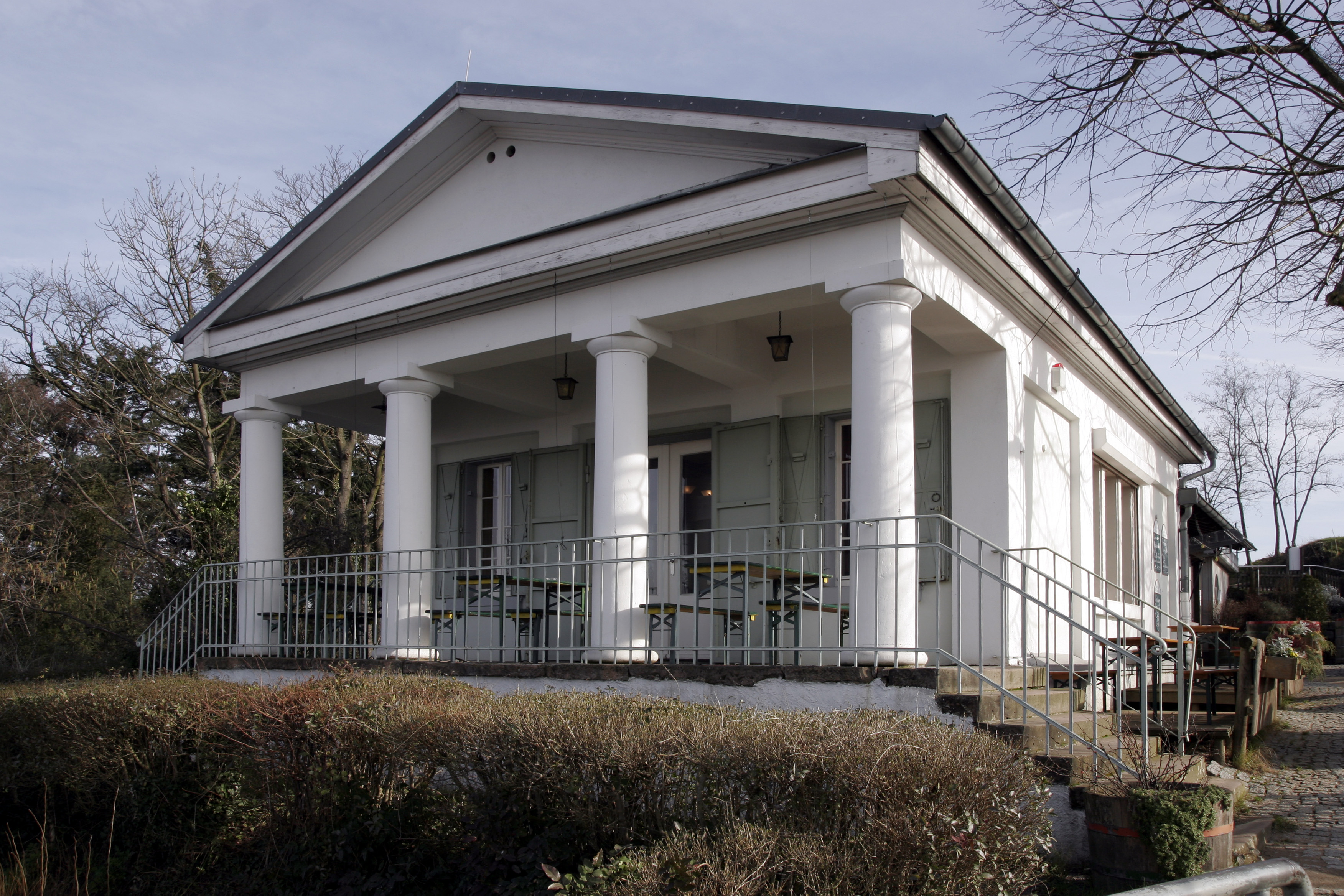
Das Kirchberghäuschen

Das Bergsträßer Winzerfest Bensheim ist ein Volksfest in der südhessischen Stadt Bensheim an der Bergstraße. Es startet jedes Jahr am Samstag vor dem 1. Sonntag im September und dauert insgesamt 9 Tage. Mit über 100.000 Besuchern zählt es zu den großen Weinfesten in Deutschland und ist zugleich das größte Weinfest Südhessens.
Seit 1929 wird im eigens dafür aufgebauten, ca. 3000 m² großen Winzerdorf, dem Herz des Festes, und in der Fußgängerzone in der historischen Altstadt Bensheims gefeiert. Fahrgeschäfte befinden sich auf dem nahe gelegenen Festplatz, dem Beauner Platz.
Mit der Verkostung von ca. 160 verschiedenen Weinen aus den Sonnenlagen der Hessischen Bergstraße steht dieser sonst eher rare Wein im Mittelpunkt des Festes. Dieser erreicht wie jedes Jahr höchste Qualitätsstufen und schaffte sogar den Sprung in die Business-Class der Lufthansa.
Längst erfreut sich das Fest rund um den Rebensaft einer überregionalen Bekanntheit. Speziell zum Brillantfeuerwerk am letzten Samstag reisen Leute aus weiter Ferne an.

## Ablauf
Das Winzerfest beginnt morgens um 11:00 Uhr mit einer Altstadtführung, bevor um 18:30 Uhr im Winzerdorf am Marktplatz mit Krönung der Bergsträßer Gebietsweinkönigin unter Mitwirkung der Historischen Bürgerwehr und Biedermeiergruppe der Heimatvereinigung „Oald Bensem“, Fahnenabordnungen der anwesenden Bürgerwehren und Milizen das Fest offiziell eröffnet wird. Am Sonntag folgt ein großer Festumzug durch die Innenstadt. Die neue Woche beginnt mit einem Tag der Betriebe, gefolgt vom Ägidimarkt – einem traditionellen Jahrmarkt seit 1619 – und einem Fest der Generationen. Donnerstags findet der jährliche Familientag statt, bevor am Freitag die traditionelle Gebietsweinprobe von der Bergsträßer Gebietsweinkönigin präsentiert wird. Den Abschluss bildet ein großes Brillantfeuerwerk, das vom Kirchberg abgefeuert wird. Erfahrungsgemäß sind bereits Stunden vor Beginn die Wege zum Kirchberghäuschen, dem besten Aussichtspunkt, überfüllt.